# 마지막도 역시 너
〈마지막도 역시 너〉는 (最後もやっぱり君 사이고모얏빠리키미[*])은 Kis-My-Ft2의 15번째 싱글이다.

## 개요
초회 생산 한정반 , 통상반, 키스마이 SHOP반의 3형태로 발매된다.
츤쿠가 작사・작곡을 담당한 표제곡 〈最後もやっぱり君〉는,
멤버인 타마모리 유타의 주연 영화 「레인트리의 나라」의 주제가이다.

## 수록곡

### 초회 생산 한정반
CD
1. 最後もやっぱり君
2. Last Lover

DVD
1. 「最後もやっぱり君」MUSIC VIDEO
2. MUSIC VIDEO 메이킹 도큐먼트

### 통상반
☆ 초회 슬리브 사양

☆ 이벤트 참가 응모권 시리얼코드 봉입 (AAO 연동 응모 기획)

CD
1. 最後もやっぱり君
2. Last Lover
3. On Your Mark
4. 君のいる街
5. KIS-MY-TALK

### 키스마이 SHOP반
☆ 쟈켓 사이즈 솔로 포토 카드（7매）
CD
1. 最後もやっぱり君
2. Last Lover

DVD
1. 「最後もやっぱり君」 레코딩 도큐먼트